# Paróquia Most Holy Redeemer
A Paróquia Most Holy Redeemer (em inglês:  Most Holy Redeemer Church) em São Francisco, Califórnia, é uma paróquia católica situada no distrito Castro. A paróquia foi inaugurada pela arquidiocese de São Francisco em 1900.
No livro The Mayor of Castro Street: The Life and Times of Harvey Milk, Randy Shilts menciona a paróquia diversas vezes.  